# 乔治·哈里森
喬治·哈里森，MBE（1943年2月25日—2001年11月29日），是一位英國吉他手、音樂人、歌手、作曲家，音樂和電影製作人，以披頭四樂團主音吉他手的身份聞名全球。尽管约翰·列侬和保罗·麦卡特尼是乐队的主要创作者，大部分专辑中都至少收录一首哈里森的作品，包括〈While My Guitar Gently Weeps〉，〈Here Comes the Sun〉和〈Something〉等，后者是翻唱版本第二多的披头士歌曲，1965年起，披頭四樂團的專輯至少有收錄二首哈里森的歌曲。

## 个人经历

### 童年
喬治·哈里森於1943年2月25日在利物浦的亞諾斯高夫街12號出生和成長的，父親哈羅德（Harold Harrison）為巴士司機，母親路易絲（Louise French Harrison）來自一個愛爾蘭家庭。喬治是為家中么子，有兩名哥哥彼得（Peter）和哈利（Harry），以及一名姐姐路易絲（Louise）。在1950年哈里森一家搬到斯皮克（Speke）居住，哈里森便是在那兒遇到保羅·麥卡尼。
哈里森在12歲時購買了自己第一個結他，哈里森形容它為「只是一個很小，很便宜的原聲結他（原話：Just a little cheap acoustic guitar）」，其後用此結他自學，從此迷上了彈結他。他的一個朋友表示哈里森用了一星期便學會了所有和弦，哈里森甚至在上課時在自己的筆記本畫上包括結他在內的不同樂器。

### 1958–70年: 披頭四時期
哈里森為樂隊的主音吉他手。在樂隊最風光的歲月，儘管約翰·藍儂與保羅·麥卡尼是主要作曲人。哈里森每張專輯中也會創作並主唱一至兩首歌曲。哈里森所創作的第一首歌為《Don’t Bother Me》，當時哈里森是在生病時創作此歌，他表示是想「證明自己也能寫歌」。1965年起披頭四的每張專輯中，至少收錄一首哈里森所創作的歌曲。著名歌曲包括《If I Needed Someone》、《Taxman》、《Love You To》、《While My Guitar Gently Weeps》、《Here Comes the Sun》及《Something》。
在披頭四後期，哈里森被印度的音樂及哲學所吸引，是當時最積極接觸的西方人，更於1966年前往印度學習。除了認識印度教及其哲學外，哈里森也是在同年跟隨拉維·香卡學習西塔琴。哈里森在後期披頭四的部分歌曲如《Norwegian Wood (This Bird Has Flown)》彈奏西塔琴，亦有不少創作受到印度音樂的影響如《Within You,Without You》。而這次旅程影響哈里森往後的人生態度及音樂創作。

### 1968–2001年: 個人時期
哈里森在披头士前期并不参与创作，但得益于列侬和麦卡特尼天才的感染加之自身极具艺术天赋，他的创作能力几年内突飞猛进。乐队后期，因双子星格局早已形成，他在写歌方面依然备受限制。披头士解散前，他就录制并发行了两张个人专辑:《Wonderwall Music》和《Electronic Sound》，这两张专辑都主要包含器乐作品。《Wonderwall Music》是1968年电影《Wonderwall》的原声带，融合了印度和西方的乐器演奏。而《Electronic Sound》是一张实验性专辑，极其前卫，突出地使用了Moog合成器，是电子乐的早期探索。
哈里森在1970年发行的《All Things Must Pass》是一张体量庞大的三碟唱片，也是他第三张个人唱片，收录了多年积累的佳作。哈里森后来曾这样自嘲：“我在披头士时期的录音并没有占太大份额，所以我现在做了一张专辑，就好像到卫生间把它弄出来！”此张专辑的联合制作人菲爾·斯佩克特运用著名的“Wall of Sound"声音制作技术，取得了显著的效果。此专一经发行就广受评论界好评，《滚石》杂志的本·格尔森将其描述为“典型的幽灵般的比例、瓦格纳式的、布鲁克奈式的、山顶和广阔地平线的音乐”。作家兼音乐学家伊恩·英格利斯认为，这张专辑的同名单曲的歌词“承认了人类存在的无常......是对‘哈里森的前乐队’的一个简短而尖锐的结论”。也有评论家将这张专辑拍摄的封面照片——照片中哈里森被四个倒地的花园小矮人围绕——解读为他脱离披头士的独立宣言。《All Things Must Pass》里包含了名声大噪的《My Sweet Lord》，《What Is Life》，《If Not For You》，《All Things Must Pass》等热门单曲，在艺术和商业方面取得了双重成就，并在全球排行榜上长期保持第一的位置，2001年达到惊人的6白金销量。在2011年版的《流行音乐百科全书》中，Colin Larkin写道：“《All Things Must Pass》被“普遍认为”是前披头士四人所有个人专辑中最好的一张。”
乔治·哈里森对专辑的主打歌《My Sweet Lord》尤其认真，单是其中的吉他独奏就花了12小时录音，尝试了九和弦，三和弦，六和弦，才最终确定为双和弦。这首歌洋溢着浓烈的宗教意味，舒缓真挚，感情丰沛，重复的音节不断吟唱，隐藏在音节之中的神秘音振产生催眠般的心灵力量，让人感受到他的虔诚信仰。但在1971年，Bright Tunes起诉哈里森的《My Sweet Lord》侵犯了版权，原因是这首歌与1963年The Chiffons的热门歌曲《He's So Fine》相似。1976年，该案在美国地方法院审理时，他表示自己不记得是否听过《He's So Fine》并否认故意抄袭这首歌，但最终败诉，被判定为潜意识抄袭，并用版税赔偿原创作者5870万美元。哈里森因为此事一度十分苦闷，在1976年的一次采访中他就做出了科幻般的畅想：如果每创作一首曲子就可以输入计算机，由它来判定这个曲子是否构成抄袭该有多好。哈里森随后几年的创作因为此案而受到了束缚，甚至对自己产生了怀疑。
1971年8月1日，哈里森聯同拉維·香卡號召首個大型慈善演唱會《The Concert For Bangla Desh》，演唱會在紐約麥迪遜廣場花園進行。演唱會一共籌得$243,418.50美元，亦在12日全數捐贈給聯合國兒童基金會。
1973年的专辑《活在物质世界》（Living In The Material World)连续五周占据了美国公告牌专辑排行榜的榜首，而专辑中的单曲《Give Me Love(Give Me Peace On Earth)》也在美国名列榜首。在英国，LP排名第二，单曲排名第八。这张专辑制作精良，包装精美，其主要信息是哈里森的信仰。这个时期的哈里森，以艺术为载体继续进行灵性和宗教式的探索，创作出了《The Light That Has Lighted The World》，《Living In The Material World》等给人以心灵触动和精神启迪的作品。
1973年，发布了专辑《Dark Horse》。
1975年，发布了专辑《Extra Texture》，其中《This Guitar (Can't Keep From Crying)》是他在披头士时期的名作《While My Guitar Gently Weeps》的姐妹作。
1976年，发布了专辑《Thirty Three&1/3》，这是由他自己成立的黑马唱片公司发行的第一张专辑。专辑的名称来源于哈里森录制时的年龄。
1979年，发布了同名专辑《George Harrison》，这是在他第二次婚姻及唯一的儿子Dhani出生后发行的第一张专辑，由Russ Titelman联合制作。此专辑和单曲《Blow Away》都进入了公告牌前20名。这张专辑后，哈里森开始逐渐淡出音乐行业，拥抱家庭及继续追求心灵的幸福。其中有几首歌是在夏威夷群岛毛伊岛宁静的环境中创作的，《Here Comes The Moon》是他在披头士时期的另一個名作《Here Comes The Sun》的姐妹篇。
1981年，发布了专辑《Somewhere In England》，其中《All Those Years Ago》本是哈里森写给好友林哥的歌，在1980年12月8日的约翰列侬枪杀案发生后，他决定将其改为献给列侬的歌。保羅及妻子琳達在其中献声，林哥則贡献了鼓的部分。
1982年，发布了专辑《Gone Troppo》。
1987年，发布了专辑《Cloud Nine》。这张专辑的曲目尤其凸显了哈里森标志性的滑棒吉他演奏。其中的《Got My Mind Set On You》攀升热榜，大获成功，取得美榜第一和英榜第二的成绩；《When We Was Fab（中譯：當我們還是披頭時）》是对披头士生涯的回顾，在其音樂錄影帶中，麥卡尼、史塔等人在當中客串；《Shanghai Suprise》和《Zig Zag》是他为自己的电影公司制作的由西恩潘和麦当娜主演的《上海惊奇》创作的歌曲。
1988年，成立了Traveling Wilburys，成员包括哈里森本人、E.L.O的主唱杰夫·琳恩、 罗伊·欧宾森、汤姆·佩蒂和鲍勃·迪伦。他们在1988及1990共发行了两张专辑，
乐团起于巧合。欧宾森，哈里森和杰夫三人在迪伦家中灌录歌曲时汤姆佩蒂恰巧来访，五个摇滚巨星非常享受一起工作的感觉，一人一句迅速录完了新歌，并十分随意地用录音室里放着的废纸箱上印的”Handle With Care(请小心轻放）"命名了它。Handle Me With Care随后发展成一张专辑。同年，由五人共同创作的同名专辑 Traveling Wilburys Vol. 1问世，在专辑中他们甚至以Wilbury为姓氏，每一位成员都依此取了艺名以掩盖自己的原本身份。这张专辑大受市场欢迎，排行榜单曲包括 Handle Me with Care、 Last Night、Heading for the Light及End of the Line。1989年,他们赢得了格莱美奖最佳摇滚团体奖。罗伊欧宾森于1988年12月逝世。其余四人在1990年发行了第二张（也是最后一张）专辑 Traveling Wilburys Vol. 3，但未如前一张成功。
1999年12月30日凌晨三時三十分，哈里森與妻子於家中被一名患有精神分裂症的34歲入侵者麥可·阿布拉姆（Michael Abram）持廚房刀攻擊，哈里森身中四十多刀後被送入醫院，他被刺穿的肺部分亦被移除。負責的檢察官表示麥可認為「哈里森是一個惡魔」，並表示「上帝給他『刺殺哈里森』這個任務」。其後Michael被送入精神病院直到2002年，而在2001年10月，麥可就此事件向哈里森道歉。
2001年11月29日下午，哈里森因肺癌病逝於洛杉磯，享年58歲。
2002年，根据他生前留下的母带制作而成的《Brainwashed》发表。这是他的第12张也是最后一张个人专辑。距离他的上一张个人专辑15年之久。本专录音开始于哈里森去世前十多年，但一再被推迟。这张专辑的配音工作是由他的儿子达尼和他的老朋友兼合作伙伴杰夫·林恩完成的。专辑内页引用了《博伽梵歌》中的一句话: “你和我从来没有不存在的时候。当我们停止存在时，也不会有任何未来（There never was a time when you or I did not exist. Nor will there be any future when we shall cease to be.）"。其中，《Stuck in A Cloud》在Billboard的成人当代音乐排行榜上排名第27位，2003年5月发行的单曲《Any Road》在英国单曲排行榜上排名第37位。《Marwa Blues》获得了2004年格莱美最佳流行器乐表演奖，而《Any Road》获得了最佳流行男歌手的提名。整张专辑毫无阴翳之感，而是充满超然的希望，体现出哈里森对疾病和死亡的独特而坦诚的反应。

### 2001-：离世以后
哈里森因肺癌于2001年去世，享年58岁。在私人的印度教传统仪式上，他的骨灰被撒入印度恒河和亞穆納河中。他在身后留下近1亿英镑财产。
在哈里森去世後的2002年，《My Sweet Lord》以單曲形式再次推出，並在英國獲得單曲排行榜的第一名。
在2002年11月29日，在哈里森去世一週年之際，他的生前好友艾瑞克·克萊普頓以及遺孀奧莉維亞組織舉辦了「紀念喬治演唱會（Concert for George）」，該演唱會於在倫敦皇家阿爾伯特音樂廳舉行。除了克萊普頓外，麥卡尼、史塔、杰夫·琳恩以及達尼等人在演唱會演唱，演唱會大部分歌曲都是哈里森作為獨立藝人時創作的歌曲，以及對他在深遠影響的印度傳統音樂。

### 獲獎榮譽
1988年以披頭四樂團的成員被引入搖滾名人堂，2004年以单飞艺人再一次獲選進入搖滾名人堂。滾石雜誌一百大吉他手2003年列為21名，2011年列為第11名。2006年獲得好萊塢星光大道的星形獎章。2015年2月獲頒葛萊美終身成就獎。2002年BBC举行的最伟大的100名英国人投票中，哈里森位列62位。

## 個人生活
1964年，當喬治·哈里森在拍攝電影《一夜狂歡》期間，愛上時任模特兒貝蒂·伯伊德（Pattie Boyd），最初哈里森打趣跟伯伊德說要她嫁給他，並對她說「你不願嫁我，但可否共進晚餐？（Well, if you won't marry me, will you have dinner with me tonight?）」，伯伊德並沒有立刻答應。但於下次拍攝，哈里森再次邀請她共進晚餐次時，她便應邀，二人並於1966年結婚，直至1977年離婚。期間哈里森好友暨搖滾樂手艾瑞克·克莱普顿（Eric Clapton）以原創搖滾樂名曲「蕾拉」（Layla）對伯伊德展開猛烈追求，1979年，艾瑞克·克莱普顿迎娶哈里森前妻伯伊德。2001年，哈里森因肺癌逝世，已經歷三次婚姻的貝蒂·伯伊德直言後悔當初離開喬治·哈里森奔向艾瑞克·克莱普顿，若果當初大家能共度難關，她的生活將會快樂一些。
1974年，哈里森在一個派對遇到奧莉維亞·阿里亞斯（Olivia Arias）。當哈里森邀請她參加自己的美國巡迴演唱會時，兩人的戀情正式開始。沒多久，奧莉維亞搬到哈里森的住所Friar Park，兩人決定在哈里森的離婚手續完成後結婚。1978年8月1日，喬治和奧莉維亞的獨生子達尼（Dhani Harrison）於溫莎市英國郡主療養院出生。同年9月2日，兩人在泰晤士河畔亨利舉行私人婚禮。

## 作品

### 音乐
除已標注，其他日期均為英國發售時間。
- 《Wonderwall Music》（1968年11月1日）（只限美國）
- 《Electronic Sound》（1969年5月2日）
- 《All Things Must Pass》（1970年11月27日）
- 《Living in the Material World》（1973年6月22日）
- 《Dark Horse》（1974年12月20日）
- 《Extra Texture (Read All About It)》（1975年10月3日）
- 《Thirty Three & 1/3》（1976年11月19日）
- 《George Harrison》（1979年2月23日）
- 《Somewhere in England》（1981年6月5日）
- 《Gone Troppo》（1982年11月5日）
- 《Cloud Nine》（1987年11月2日）
- 《Brainwashed》（2002年11月18日）

### 書籍
- 《I,Me,Mine》（1980年8月）

### 電影
| 年份 | 片名                           | 角色                               | 注                                       |
| ---- | ------------------------------ | ---------------------------------- | ---------------------------------------- |
| 1964 | 《一夜狂欢》                   | 他自己                             |                                          |
| 1965 | 《Help!》                      | 他自己                             |                                          |
| 1967 | 《Magical Mystery Tour(film)》 | 他自己 / 看望遠鏡的魔術師          | 也是旁白，編劇和監製(未標注的編劇和監製) |
| 1968 | 《黄色潜水艇》                 | 他自己                             | 片末的彩蛋出场                           |
| 1970 | 《Let It Be》                  | 他自己                             | 紀錄片(作為披頭四成員也是執行製作人)     |
| 1978 | 《The Rutles》                 | 面試官                             | 客串                                     |
| 1979 | 《The Life of Brian》          | 帕帕多普利斯先生(Mr. Papadopoulis) | 客串(也是該電影的製作人)                 |
| 1986 | 《Shanghai Surprise》          | 夜總會歌手                         | 客串(也是該電影的製作人)                 |
| 1989 | 《Checking Out (1989 film)》   | 清潔工人                           | 未標注的客串(也是該電影的製作人)         |

- 哈里森也是电影制作人，1978年建立「Handmade Film」（手工电影公司）。此公司电影包括蒙提·派森的《The Life of Brian》，《Time Bandits》，《Withnail and I》以及《Mona Lisa》。

## 外部連結
- 《大英百科全书》中的条目：乔治·哈里森（英文）
- 乔治·哈里森在Allmusic上的頁面
- 摇滚名人堂上的乔治·哈里森
- George Harrison在互联网电影资料库（IMDb）上的資料（英文）
- TCM电影资料库上George Harrison的资料（英文）